# The Red Queen: Sex and the Evolution of Human Nature
The Red Queen: Sex and the Evolution of Human Nature (del inglés: La Reina Roja: el sexo y la evolución de la naturaleza humana) es un libro de divulgación científica de 1993 escrito por Matt Ridley sobre la selección sexual en la evolución del ser humano. En esta obra se explora la psicología evolutiva de la selección sexual. En el libro se sostiene que muy pocos, si es alguno, de los aspectos de la naturaleza humana se pueden comprender sin consideración del sexo, debido a que la naturaleza humana es el producto de la evolución biológica y dirigida por la reproducción sexual.
El libro comienza con una explicación evolutiva del sexo en sí mismo, defendiendo la teoría de que el sexo florece en los seres vivos, pese a sus desventajas o costos energéticos asociados, debido a que una herencia mezclada confiere a los descendientes una ventaja inicial frente a parásitos adaptados al entorno materno. Hacia el final del libro, Ridley también sostiene que la inteligencia es básicamente el resultado de la selección sexual.
«En la sabana africana, una gacela no sólo trata de no ser devorada por los guepardos, sino que intenta ser más veloz que las demás gacelas cuando los guepardos atacan. Lo que le importa a la gacela es ser más veloz que las otras gacelas, no más veloz que los guepardos. (Hay una vieja historia de un filósofo que corre cuando un oso les ataca a él y a su amigo. “Eso no es bueno, es imposible correr más rápido que un oso” dice el amigo lógico, “no me hace falta, sólo tengo que ser más veloz que tú.” responde el filósofo. [...] No utilizamos nuestros cerebros para resolver problemas prácticos, sino para ser más listos que los demás. Engañar a otros, detectar el engaño, entender los motivos de la gente, manipular a otras personas… eso es para lo que se usa el intelecto.» Matt Ridley, 1993.